# Nadaswaram

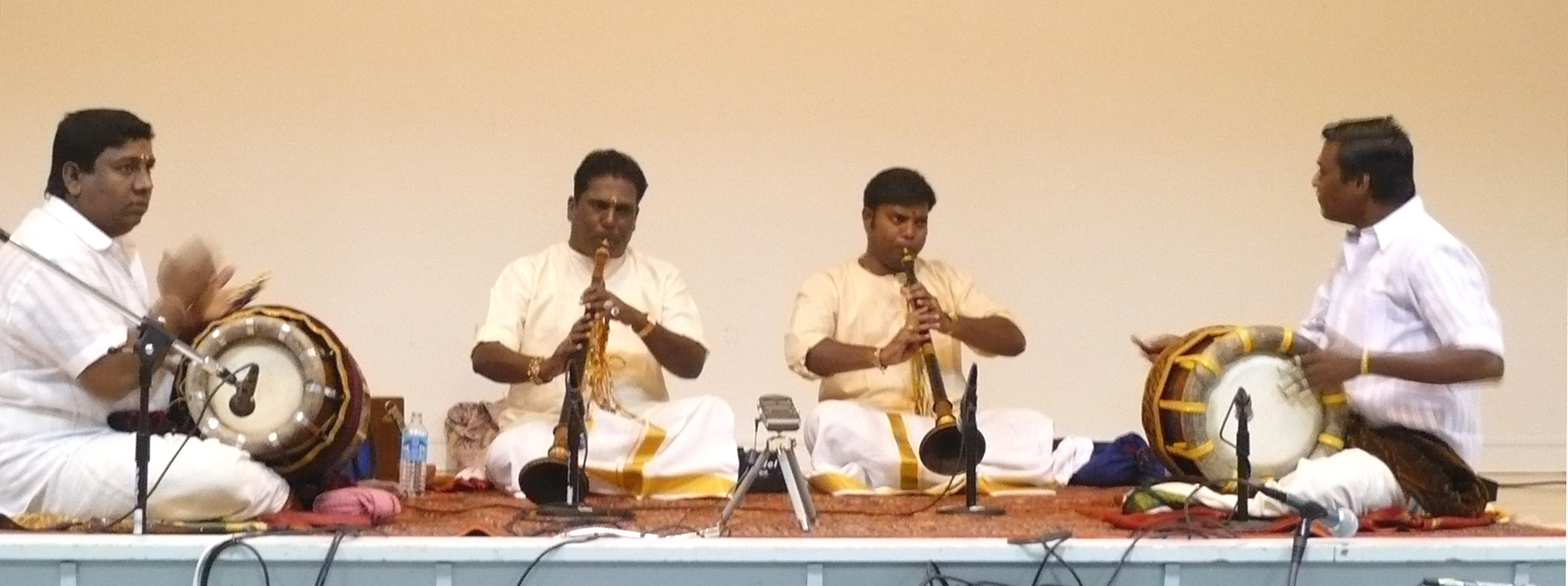
Un ensamble típico de nadaswaram y thavil

El nadaswaram, nadhaswaram o nagaswaram es un instrumento musical de viento de doble lengüeta de India. Mide 90 cm de largo. Es uno de los instrumentos típicos en la música carnática y en la música sacra de los templos y en las bodas, principalmente en la provincia de Tamil Nadu. Es similar al instrumento shehnai, pero más largo, con cuerpo de madera y pabellón de madera o metal.
Es usualmente tocado en pares, y acompañado por un par de tambores llamados thavil.